# Aralidiaceae
Classification APG II (2003)
Famille
Classification APG III (2009)
Les Aralidiaceae (ou Aralidiacées) sont une petite famille de plantes à fleurs dicotylédones de l'ordre des Apiales.

## Étymologie
Le nom vient du genre Aralidium (en), qui dérive de Aralia, nom de genre dont l'hypothétique origine canadienne n'est pas claire, et du suffixe latin -ium, « relatif à », probablement en référence aux caractères communs que cette plante partage avec les Araliacées.

## Classification
Cette famille est acceptée par la classification phylogénétique APG (1998) et la classification phylogénétique APG II (2003), mais le Angiosperm Phylogeny Website [19 décembre 2006] n'accepte pas cette famille et inclut ces plantes dans les Torricelliacées.
C'est une famille qui comprend une seule espèce : Aralidium pinnatifidum, du genre Aralidium, un arbre originaire de l'Asie du Sud-Est.
En classification phylogénétique APG III (2009), cette famille est invalide et le genre Aralidium est incorporé dans la famille Torricelliaceae.